# Mani sporche sulla città
Mani sporche sulla città (Busting) è un film del 1974, diretto da Peter Hyams.